# Camilo Egas
Camilo Alejandro Egas Silva (Quito, Ecuador, 1889 - Nueva York, Estados Unidos, 1962) fue un pintor ecuatoriano conocido por su arte moderno. 
Nació el 1 de diciembre de 1889, en Quito. Se formó como pintor en la Escuela de Bellas Artes de Quito y en las academias Real de Roma y Asia, la Real Academia de Bellas Artes de San Fernando en Madrid y en la Academia Colarossi de París. Al regresar de Europa tuvo la intención de radicarse en Ecuador y allí pintó cuadros precursores del indigenismo. 
Desde 1927 hasta su muerte, se radicó en Nueva York. Entre 1935 y 1962 ocupó el cargo de director de la Escuela de Pintura de la New School for Social Research, donde se le encargó pintar un mural, junto con el muralista norteamericano Thomas Hart Benton y al muralista mexicano José Clemente Orozco. Entre sus alumnos, se encuentran los escultores Gabriel Orozco y Arnold Henry Bergier. En abril de 1926 fundó la revista de Vanguardia Hélice, que tuvo cinco números entre abril y septiembre del mismo año.

## Inicios de su carrera

### Primeros años y educación
Camilo Alejandro Egas Silva nació en Quito, Ecuador, en 1889 y creció en el barrio de San Blas, en la provincia de Pichincha. Sus padres fueron Camilo Egas Caldas, quien era profesor, y María Zoila Silva Larrea, que se dedicaba a las labores domésticas Comenzó su educación primaria en 1895 en la escuela El Cebollar de Los Hermanos Cristianos. Desde temprana edad mostró un talento natural para las artes, pasando su tiempo libre dibujando en los diarios de su padre. Su educación secundaria la llevará cabo en el Seminario y los colegios San Gabriel y Mejía. En 1904 comienzan sus estudios en la Escuela de Bellas Artes de Quito, donde recibe múltiples elogios por sus trabajos bajo la tutoría de Rafael Salas, Joaquín Pinto y Juan Manosalvas. En 1907 es ya ayudante de cátedra. En el año 1909, Egas recibe dos medallas de oro por su indudable talento en el concurso Nacional del Centenario de la Independencia y en el concurso Universitario del Cartel. En 1910, obtiene una beca del gobierno para estudiar en la Real Academia de Roma. Ese mismo año, ingresa al instituto "Regia Calcografía" de la misma ciudad para el estudio del grabado, a partir de lo cual el Estado italiano le concede un atelier por su destacado desempeño. En 1912 el gobierno ecuatoriano suspende la beca otorgada y en 1914, antes de la Primera Guerra Mundial, regresa al Ecuador. En 1916 gana la medalla de oro en la Exposición Nacional de Quito, con su cuadro "Las Floristas". En 1917 gana el concurso de cátedra de pintura en la Escuela de Bellas Artes, con su cuadro "El Sanjuanito". En 1918 (y luego también en 1923), Egas gana el Primer premio del Salón Mariano Aguilera de Quito. En 1920, Egas es merecedor de otra beca por parte del gobierno para estudiar en la Real Academia de Bellas Artes de San Fernando en Madrid. Posteriormente, viaja a París en 1923 como comisionado de la muestra del Ecuador para la gran Exposición de Artes Decorativas en esa ciudad. Estudia en la Académie Colarrossie, y vive y expone en París entre 1923 y 1925. A partir de 1927, se radica en Nueva York, donde se convertirá hacia 1930 en profesor de pintura de la New School for Social Research. Ya en 1935 llega a ser nombrado director del Departamento de arte de esa institución que le concede en 1962, el título de doctor honoris causa. Muere en septiembre 18 de ese mismo año en Nueva York.

### Movimiento indigenista

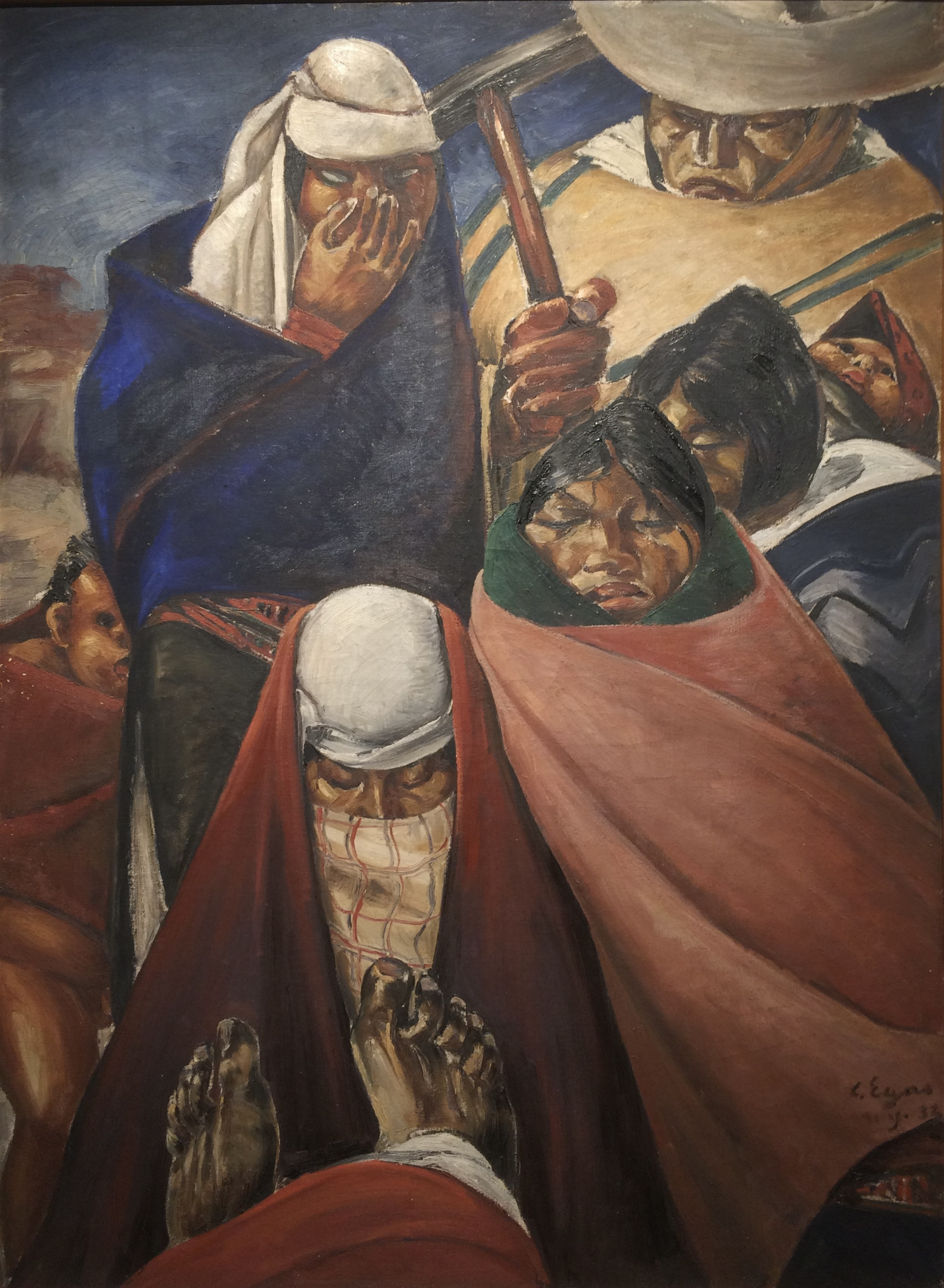
Día laborable (1932), óleo sobre lienzo. MuNa, Quito.

Durante las primeras etapas de apertura de la Escuela de Bellas Artes de Quito, a principios de 1900, la escuela comenzó a implementar un plan de estudios en correlación con los esfuerzos de los ecuatorianos para crear una identidad nacional moderna. La misión de la escuela era emular el estándar europeo de arte con el fin de retratar la nueva agenda política y social del país. Esto era evidente en la forma en que la escuela fomentaba e impulsaba el neoclasicismo en sus programas de estudio. La escuela se esforzó por enviar a sus alumnos a estudiar al extranjero en Europa y contrató a artistas extranjeros como profesores, como el impresionista francés Paul Bar y el escultor modernista italiano Luigi Casadio. Entre los años 1911 y 1915, Bar y Casadio empezaron a separarse de la ideología neoclásica europea de la escuela. En su lugar, se centraron en utilizar y reconocer el entorno y el medio ambiente del estudiante, llegando incluso a utilizar a nativos como modelos vivos. De este modo, se incorporaban las raíces culturales de Ecuador a las obras de los estudiantes y, a su vez, se modificaba el enfoque tradicional del costumbrismo haciendo más relevante el arte indígena ecuatoriano.
Después de una estancia de tres años en París, Camilo Egas regresó a Quito en 1915 tras el recrudecimiento de la Primera Guerra Mundial. Fue durante esta época cuando Egas conoció por primera vez el enfoque revolucionario de los temas indígenas presentes en la Escuela de Bellas Artes. Estudió y recibió la influencia de Bar, Cassadio y del director de la Escuela, el litógrafo Víctor Puig, en la elección del indigenismo como enfoque artístico. Egas combinó la tradición pictórica costumbrista de Ecuador con las influencias de movimientos artísticos contemporáneos de otros países. Utilizó su conocimiento de las técnicas artísticas europeas para crear óleos dramáticos a gran escala de pueblos y temas indígenas andinos, acercando el indigenismo al mundo del "arte elevado" europeo. La ideología y la estética de Egas en las décadas de 1910 y 1920 le conectan con el modernismo español, un movimiento propugnado por la Escuela de Bellas Artes de Quito, que se inspiraba en su modernidad y nacionalismo. Egas aplicó la misma norma española de pintar temas locales étnicos y exóticos como representación de la identidad ecuatoriana. En su decisión de combinar su artesanía adquirida en todo el mundo, Egas ganó así prestigio al elevar la representación de la población nativa de una manera estética refinada.
En el año 1926, Egas regresó de nuevo a Ecuador y desempeñó un papel fundamental en la formación del Movimiento Indigenista. Otros artistas indigenistas fueron Diógenes Paredes, Bolívar Mena Franco, Pedro León, Eduardo Kingman y Oswaldo Guayasamín. La temática indigenista vista en su obra estaba relacionada con el auge del socialismo y la constitución de partidos marxistas en América Latina. En 1926, Egas abrió y fundó la primera galería privada de Quito y la primera revista de arte de Ecuador, Hélice, en referencia a las revistas de arte modernista que había conocido en París. La revista incluía literatura, cuentos, caricaturas y opiniones sobre arte. El novelista ecuatoriano Pablo Palacio publicó su importante cuento "Un hombre muerto a puntapiés" en la revista Hélice en 1926.

Durante su estancia en Ecuador, Egas impartió clases en la Normal de Quito, dictó algunos cursos en la Escuela de Bellas Artes y fue director artístico del Teatro Nacional. También desarrolló consecutivamente el concepto del Indigenismo durante los siguientes 20 años, añadiendo varios cambios de estilo y significado social en dos fases. La primera fase corresponde a Egas pintando a la población nativa de Ecuador y sus rituales de una manera digna, formal e ideal. Cambió la escenografía y representó a los lugareños basándose en el contexto histórico. Al cabo de unos años, Egas dejó de pintar personificaciones románticas y entró en su segunda etapa retratando la condición social indígena. Esta etapa se transformaría en el Pictorialismo Indigenista, que se vio más tarde en el mural encargado de la Feria Mundial de Nueva York de 1939.

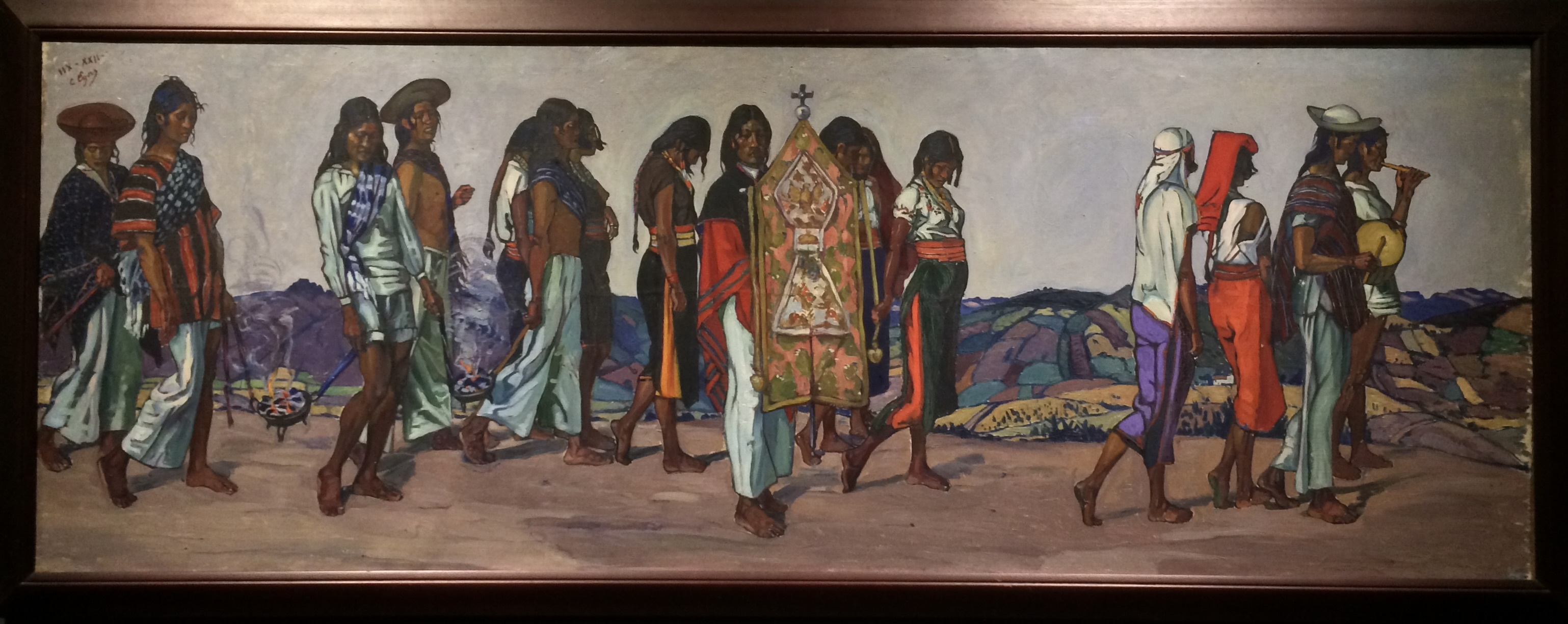
Procesión (1922), óleo sobre lienzo. MuNa, Quito.
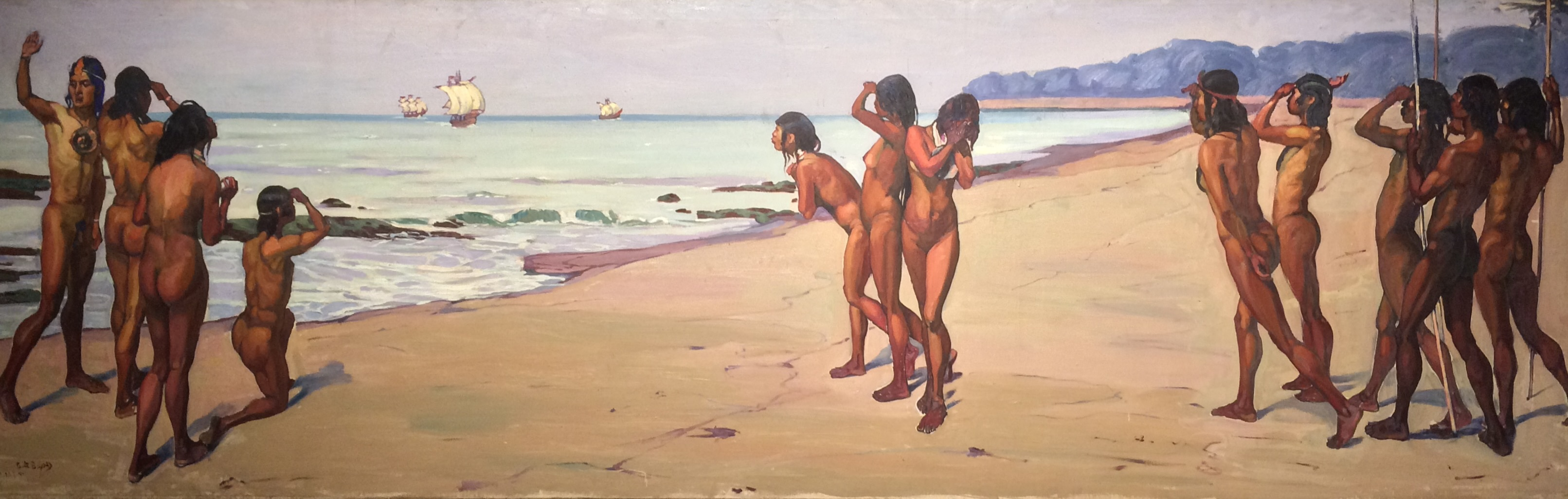
Llegada a América (1923), óleo sobre lienzo. MuNa, Quito.
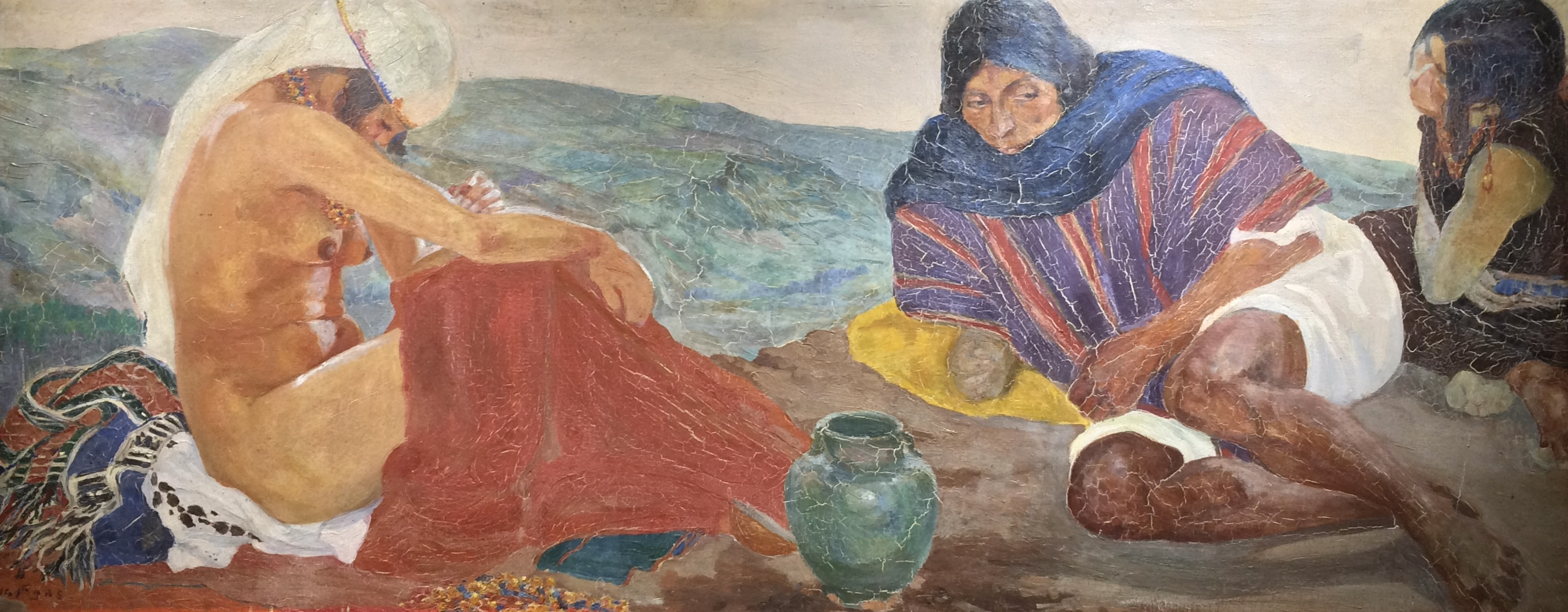
Gregorio y Carmela (1916), óleo sobre lienzo. MuNa, Quito.

## Vida en Estados Unidos

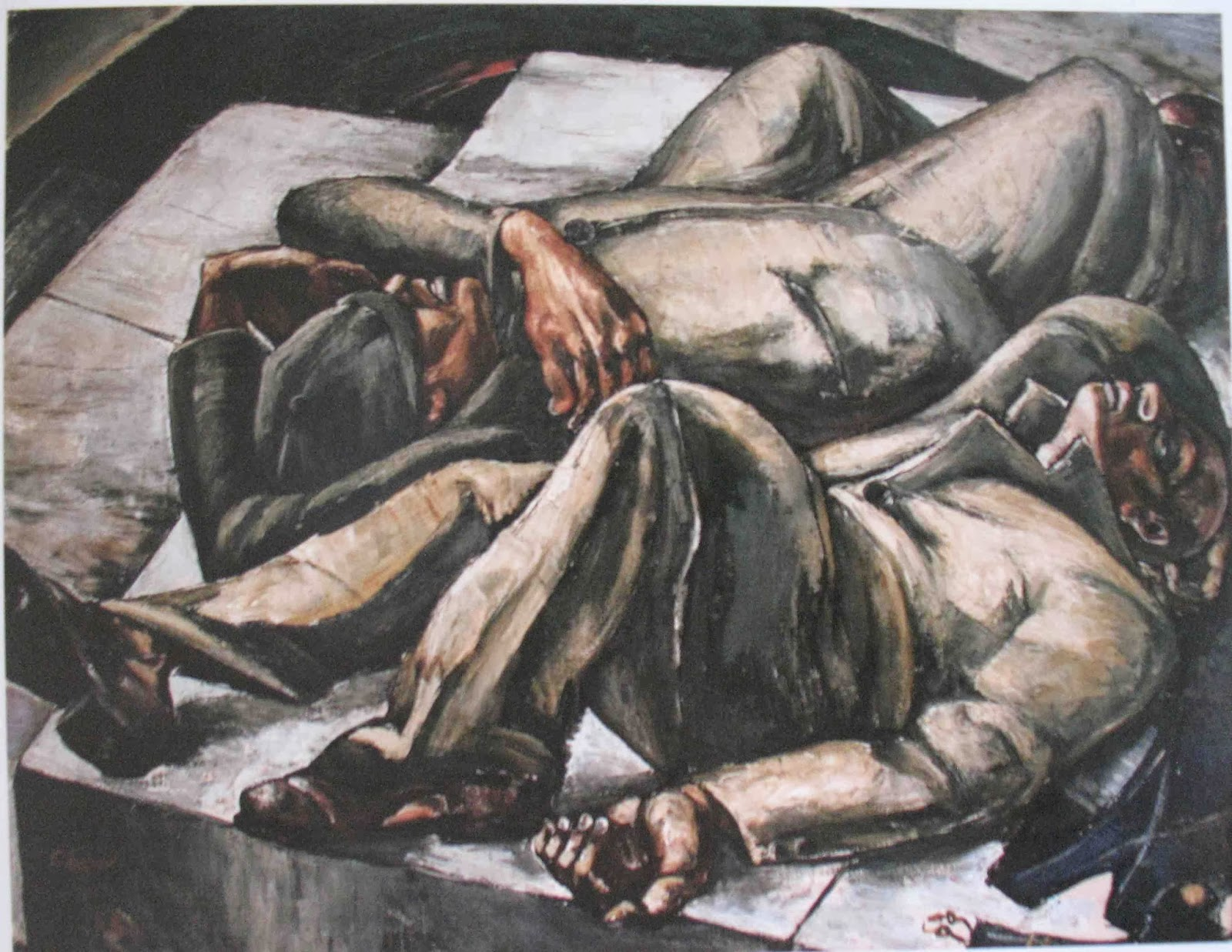
Trabajadores sin hogar, pintado en 1933.

Según la historiadora del arte Michele Greet, Egas, lleno de nuevas perspectivas y percepciones sobre los estilos artísticos europeos, regresa a Quito para iniciar un movimiento ecuatoriano de vanguardia propio. Crea la primera revista artística del país, Hélice, y abre la primera galería privada de arte moderno. Sin embargo, estas nuevas empresas artísticas no suscitaron suficiente atención ni apoyo local, por lo que Egas decidió poner fin a sus dos proyectos. Greet supone que el fracaso de sus proyectos artísticos, así como su reciente matrimonio con la bailarina norteamericana Margaret Gibbons, quizás animaron a Egas a trasladarse al extranjero. Por esta razón se establecería en Greenwich Village, Nueva York. En 1927, en el momento de su llegada, Estados Unidos atravesaba la Gran Depresión. El enfoque artístico era de contenido social, en lugar de la anterior representación extravagante y lujosa de los locos años veinte. Estados Unidos, inmerso en la redefinición de su identidad nacional, se centró en representar la realidad y la disparidad entre las clases sociales. En 1932, Egas, recién nombrado profesor de la New School of Social Research de Nueva York, recibió el encargo del entonces director, Alvin Johnson, de empezar a trabajar en un mural frente a la escuela de danza titulado Festival Ecuatoriano. Para Camilo Egas, su mural no era más que una representación de las peculiaridades culturales de Ecuador; sin embargo, Johnson reaccionó como si se tratara de un mensaje social. La interpretación de Johnson de la elección de estilo de Egas, el indigenismo, resonó de forma similar en el público estadounidense, que asoció su temática indígena con la difícil situación de las clases sociales más bajas. Así, Egas empezó a pintar a los trabajadores estadounidenses afectados y a los sin techo, aceptando posteriormente el reconocimiento y la etiqueta de realista social.

### Mural para la Feria Mundial de Nueva York
En 1939, Camilo Egas se encargó de pintar un mural para el Pabellón de Ecuador de la Feria Mundial de Nueva York. El Museo Jijón y Caamano de Arqueología y Arte Colonial de Quito le encargó una serie de obras al óleo sobre la vida de los indios andinos. Se corrió la voz en Ecuador de que los estadounidenses habían reconocido públicamente el arte del realismo social de Camilo Egas, por lo que se le invitó y contrató para diseñar la exposición ecuatoriana y su mural interior. Sin embargo, la colaboración y las negociaciones entre el Ministerio General de Relaciones Exteriores de Ecuador y el Directorio de Participaciones Extranjeras de Estados Unidos serían problemáticas desde el principio. Múltiples intereses artísticos y comerciales contrapuestos, ideologías culturales frente a ideologías sociales y una falta general de participación delegada obstaculizaron el significado previsto del mural y su oportuna realización. Todos estos desacuerdos desembocaron en la decepción nacional y pública ante el mural finalizado. 
El público ecuatoriano percibió el mural como una representación inaceptable de su identidad nacional al retratar a su país como un estado indígena empobrecido. Mientras que el público estadounidense consideró que el intento de simbolismo de Egas era confuso y perdía la eficacia del indigenismo como herramienta de concienciación social. No obstante, según Egas, la intención de su mural no era sólo representar el tema de la feria, el pasado y el presente, sino también el futuro de Ecuador, y plasmar una recopilación de la rica historia de Ecuador. Su principal objetivo era mostrar la ascendencia indígena del país, la abundancia de la artesanía y la agricultura, y los esfuerzos generales de modernización del país. Sin embargo, las críticas resultantes llevaron finalmente a Camilo Egas a abandonar el indigenismo en su totalidad y a no volver a mostrar sus obras anteriores en galerías públicas. Posteriormente, el mural cayó en el olvido y fue destruido en medio de la creciente tensión militar entre Ecuador y Perú, que culminó en una guerra total en 1941. Sin embargo, ante las crecientes presiones políticas, Egas aprovecharía esta oportunidad para establecer becas transnacionales para que otros artistas ecuatorianos estudiaran en The New School of Social Research de Nueva York.

## Etapa final
Desde 1927 hasta el final de su vida, Egas residió en Nueva York, pero ocasionalmente vivió en España e Italia, y realizó numerosos viajes a Ecuador. Fue a principios de la década de 1940 cuando se centró en la formación un sentido de carácter nacional a través del indigenismo, este nacionalismo posiblemente influyó en la experimentación de Egas con el surrealismo de los años 40 y 50, como medio de autocontemplación y adaptación artística. El realismo social ya no tenía el mismo significado que antes, y el cambio de sus esfuerzos hacia el surrealismo fue una respuesta al pensamiento existencialista. Como señala Mantilla, a través del surrealismo, Egas tal vez sintió que podía expresar su conciencia y su agitación interior. Sin embargo, le acarreó críticas, por ejemplo de Alvin Saunders Johnson, por traicionar su integridad cultural. Egas insistía en que el arte significaba ser fiel a uno mismo, y un reflejo de la propia vida. Asimiló varios estilos: primero, el realismo social, luego el surrealismo, el neocubismo y, por último, el expresionismo abstracto.
En Nueva York entabló amistad con José Clemente Orozco. En la década de 1930, la obra de Egas incluyó dos murales, Cosechando alimentos en Ecuador y Harvesting Food in North America. En 1932, Egas empezó a dar clases en la New School for Social Research de Nueva York y en 1935 se convirtió en su primer Director de Arte. Además, entre 1945 y 1956, Egas utilizó su puesto de Director de Arte en la New School of Social Research para responder a la reciente migración de artistas de la Segunda Guerra Mundial. Creó talleres para mejorar el plan de estudios de la escuela con el fin de que fuera inclusivo, progresivo y asequible para todos. Enseñó y dirigió el departamento de arte hasta su muerte en 1962, el mismo año en que la escuela le concedió el doctorado honoris causa en Bellas Artes. También tras su muerte, Egas recibió el prestigioso Premio de las Artes y las Letras de la Academia Estadounidense.

## Museo Camilo Egas
A fines de los años 1970, el Banco Central del Ecuador habilitó una casa ubicada en las calles de Venezuela y Esmeraldas, para que funcione el Museo Camilo Egas, que durante sus primeros 15 años de servicio, fue de gran importancia para la vida cultural y artística del país. Funciona como centro cultural con una misión pedagógica para niños y jóvenes con talleres educativos y clases interactivas.

La casa donde está ubicado el museo data del siglo XVIII durante la Real Audiencia de Quito. El edificio histórico fue restaurado por el Banco Central del Ecuador, dueño original de la colección del museo.

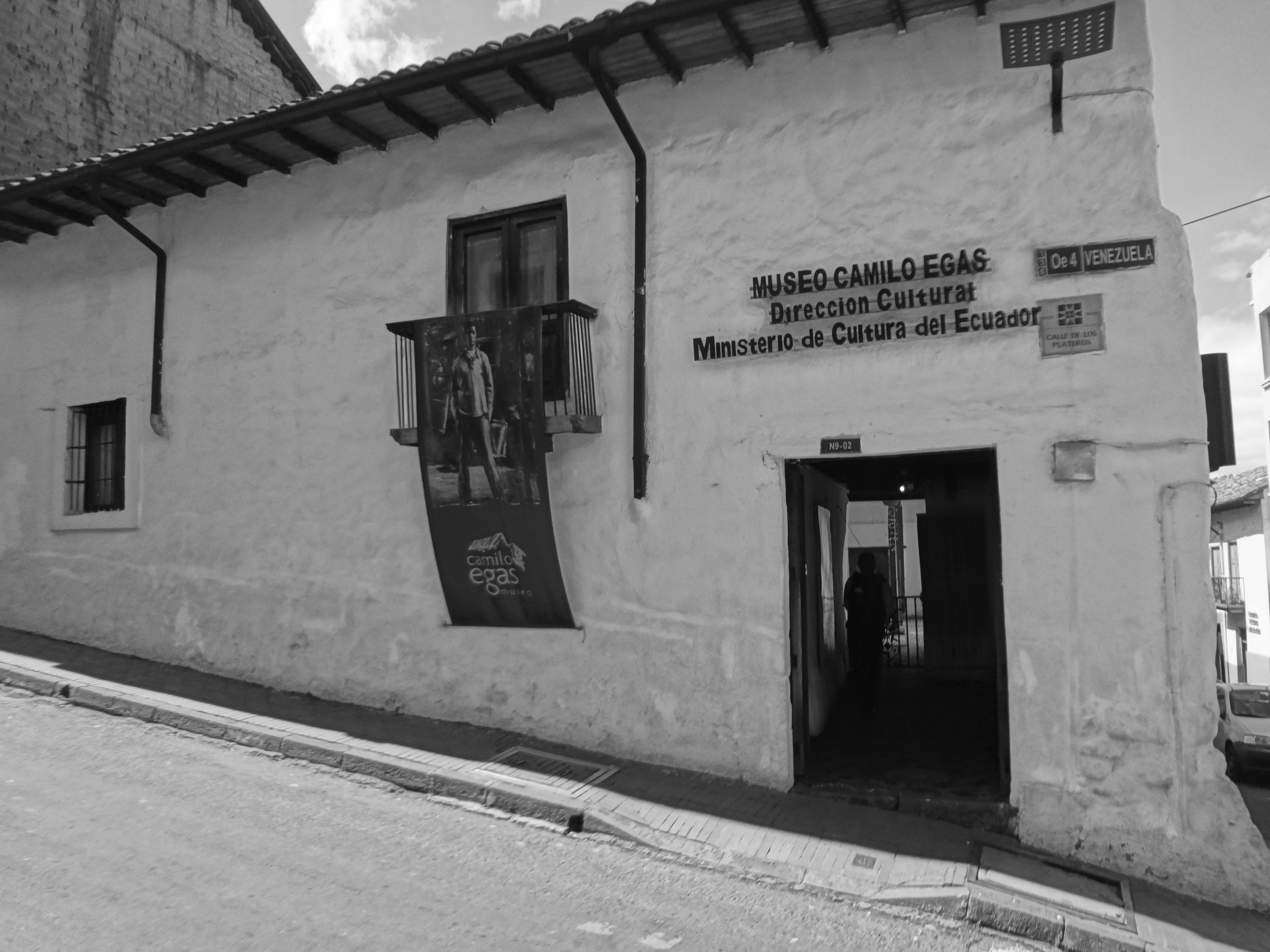
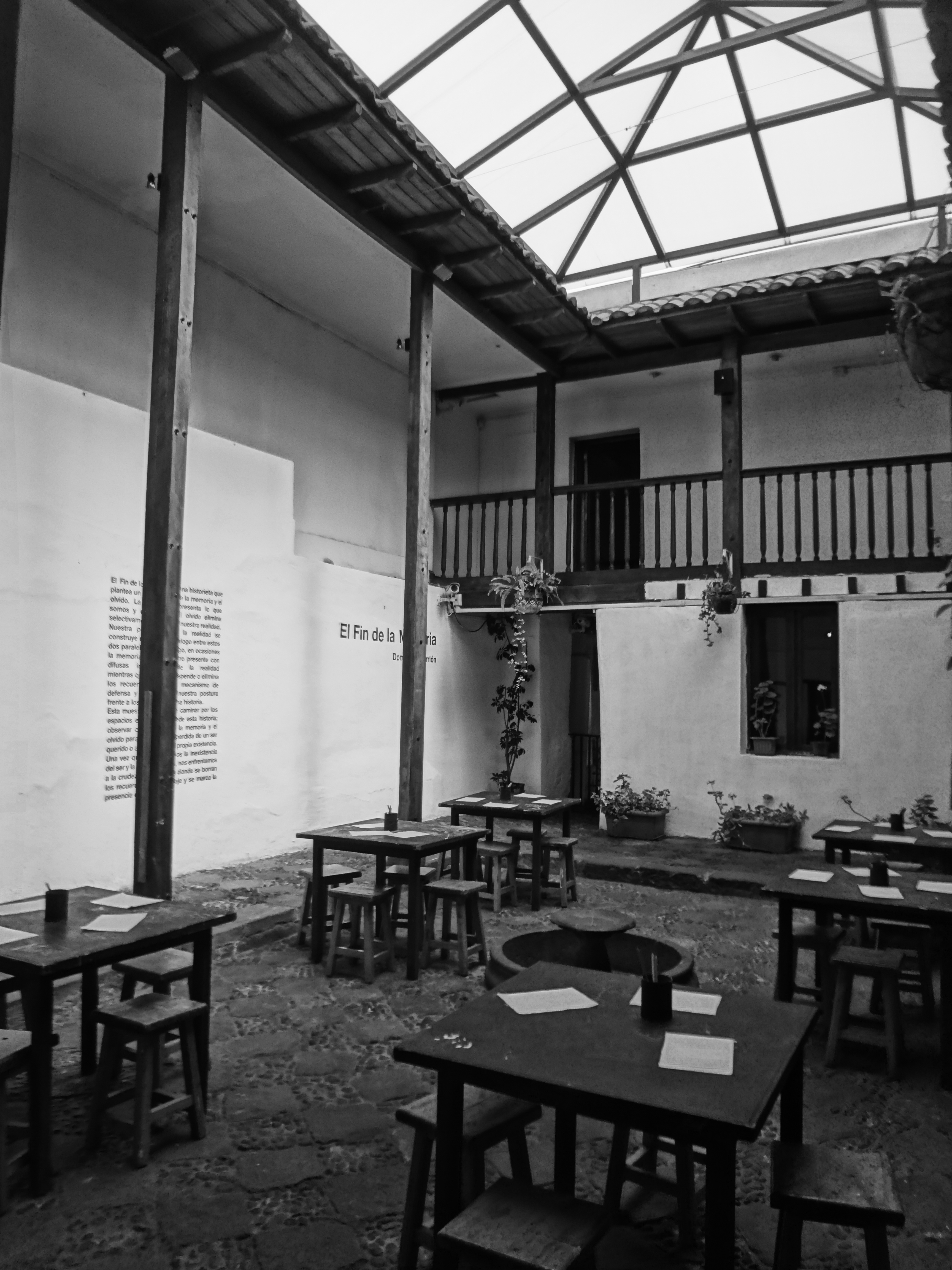
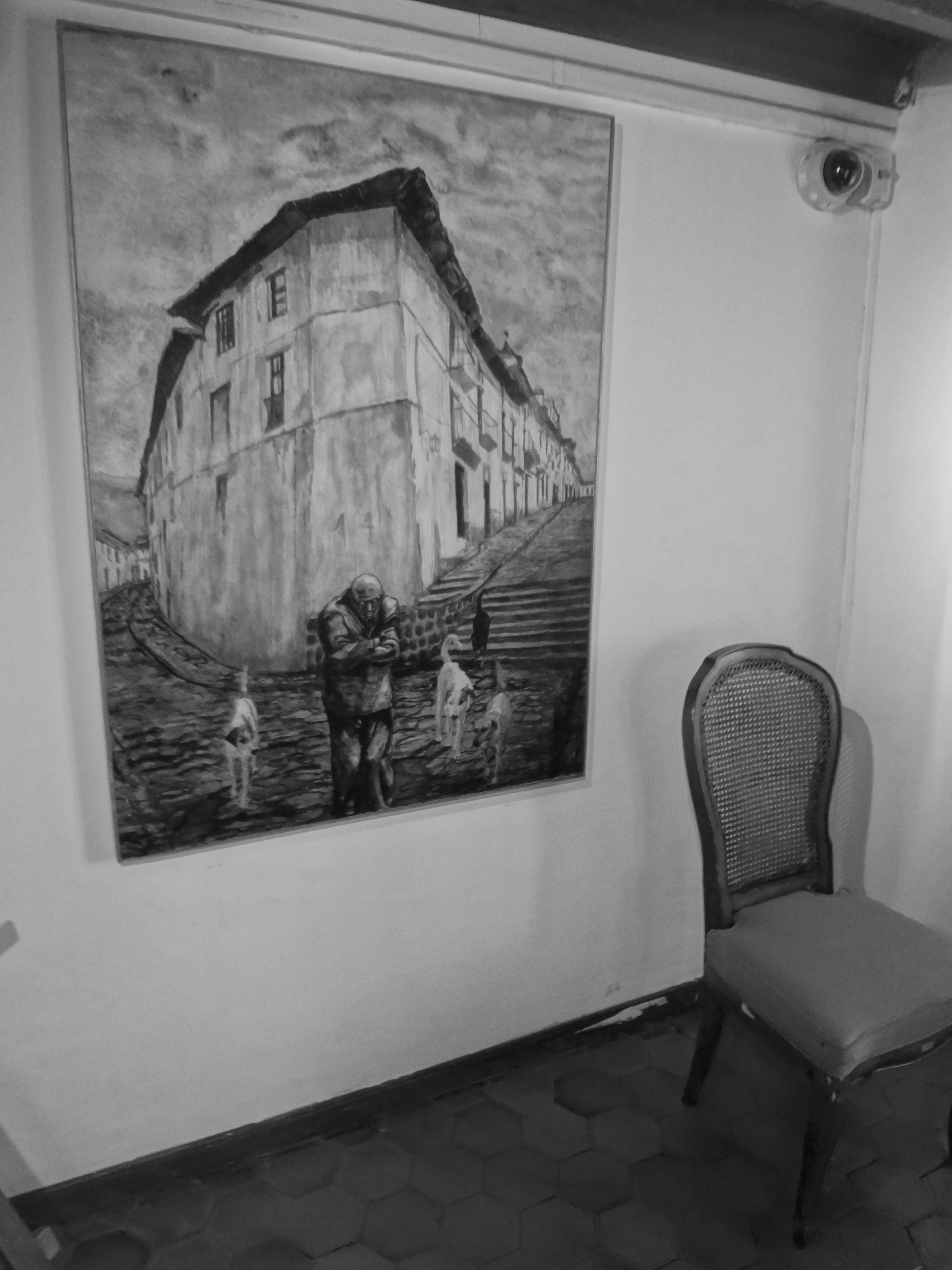
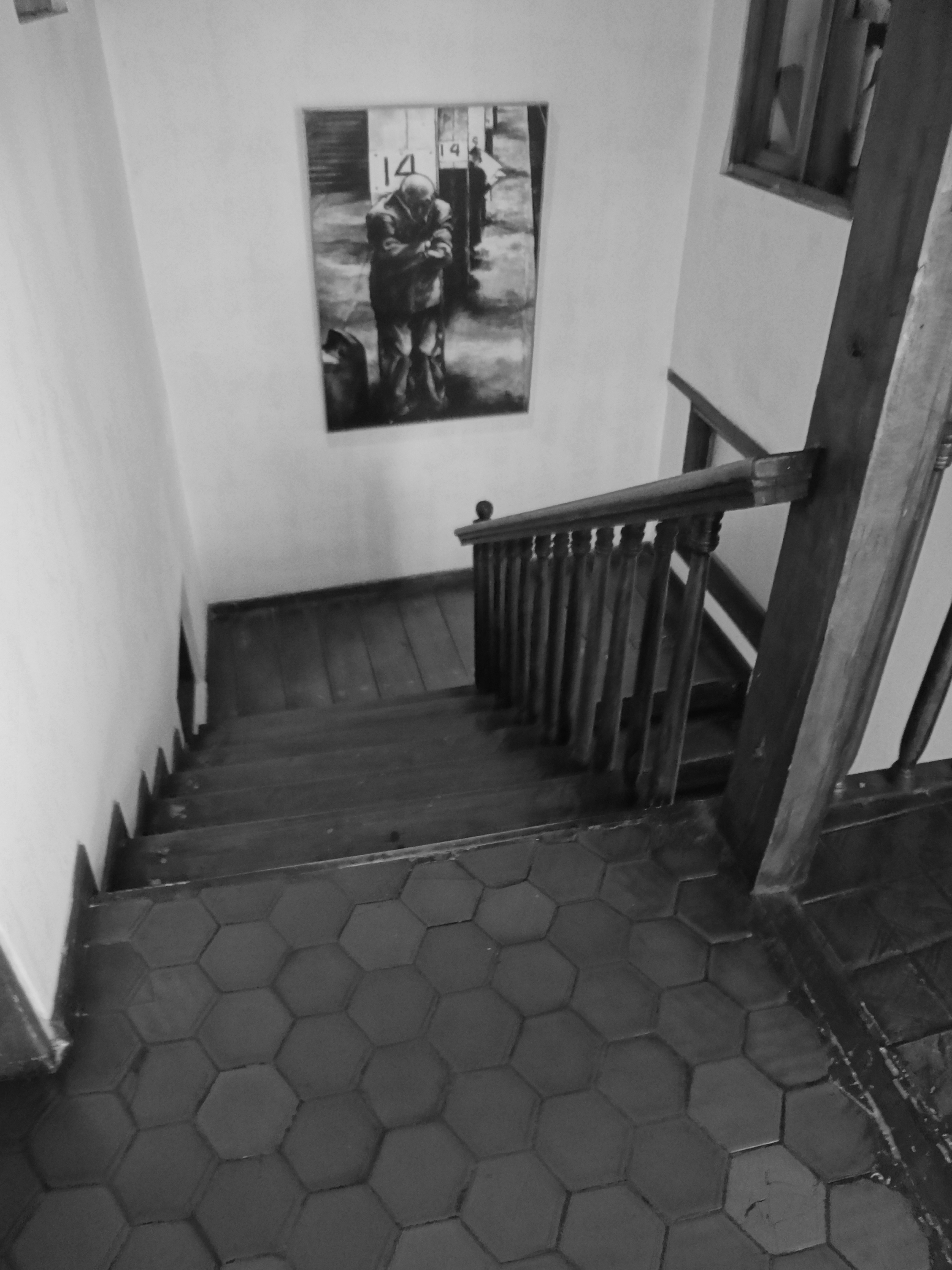
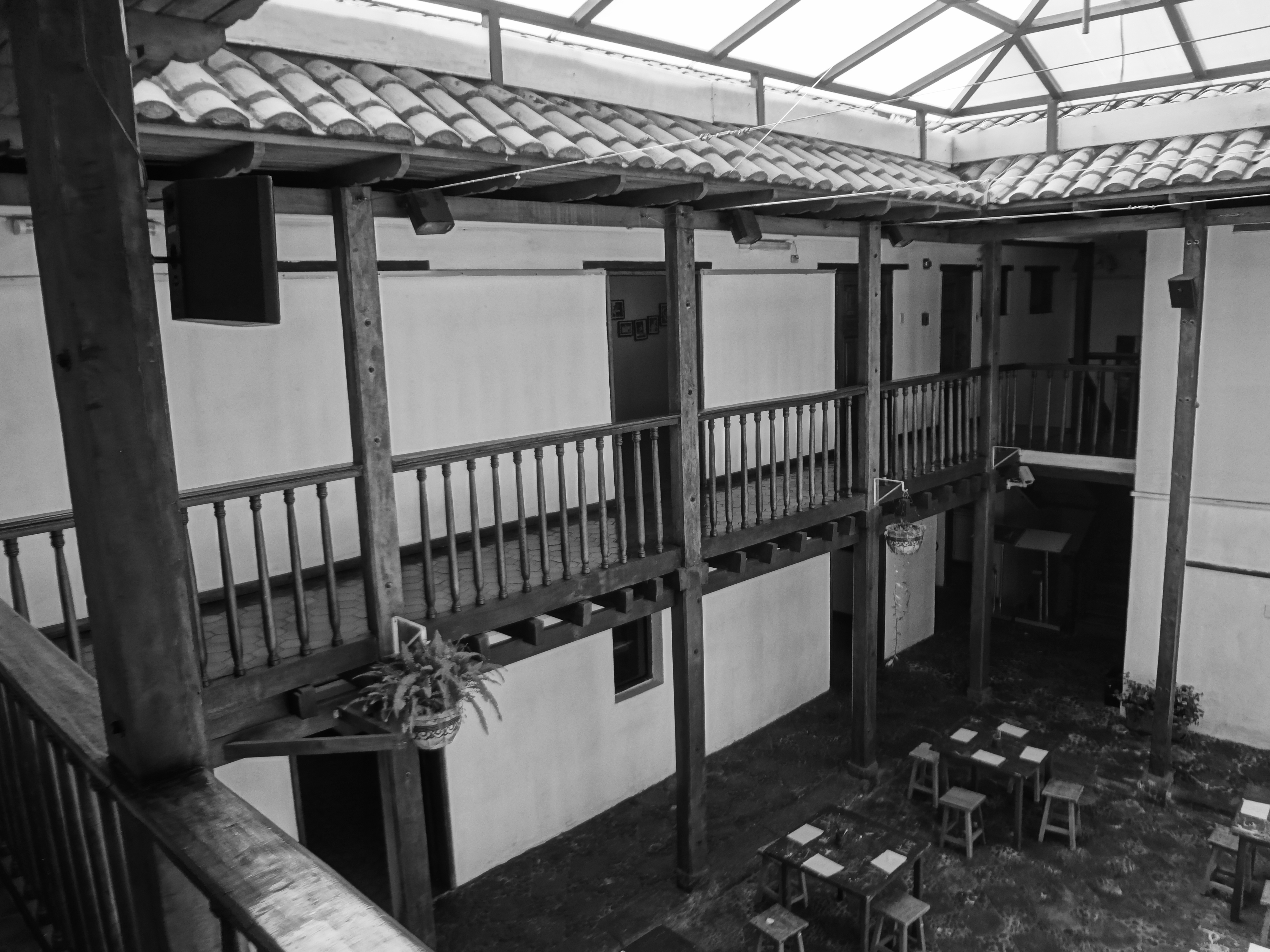